# John Hawkwood

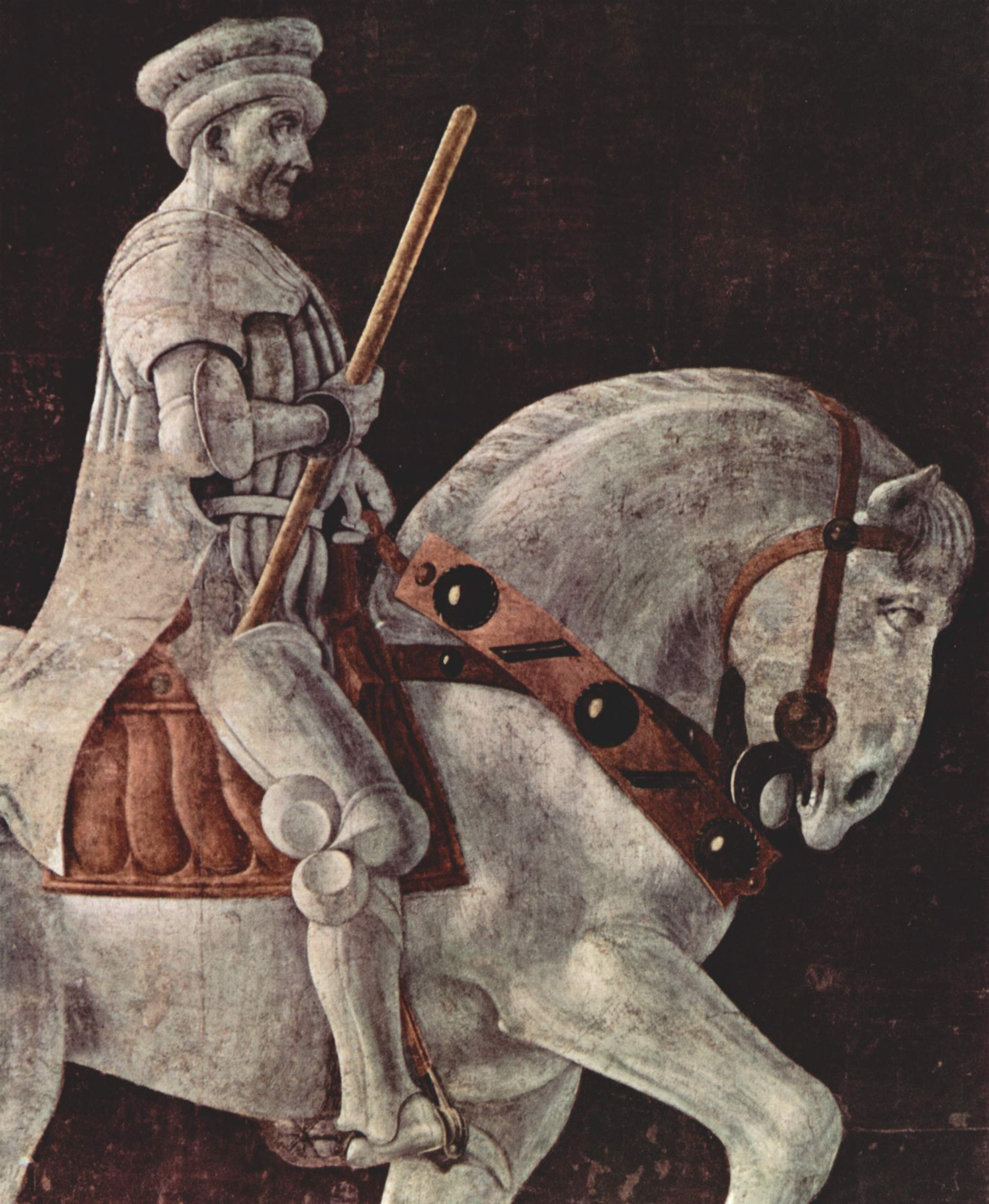
John Hawkwood, Fresko im Dom von Florenz

Wappen des John Hawkwood

Sir John Hawkwood, in Italien Giovanni Acuto genannt, (* um 1320 in Sible Hedingham bei Colchester, Essex; † 16. März 1394 in Florenz) war ein italienischer Condottiere englischer Herkunft, der nach 1360 mit seinen Söldnern, der „Weißen Kompanie“ (White Company), das Kriegsgeschehen in Italien maßgeblich beeinflusste. Er hinterließ in Italien das Beispiel eines erfolgreichen Söldnerführers und war Vorbild für italienische Condottieri wie Francesco Sforza oder Bartolomeo Colleoni, die nach ihm kamen.

## Leben

### 1320 bis 1360
Über das frühe Leben des erfolgreichsten Söldnerführers des 14. Jahrhunderts ist wenig bekannt. Es sind nur die Aufzeichnungen der Chronisten Filippo Villani und Jean Froissart erhalten geblieben, die sich auf die Aussagen Hawkwoods berufen. Demnach wuchs er als Zweitgeborener eines mit Land begüterten Gerbers auf. Nachdem sein Vater um 1340 verstorben war, erbte Hawkwoods älterer Bruder Gerberei und Landgut. Dem etwa zwanzigjährigen John wurde nur ein – auf ein Jahr befristetes – Wohnrecht auf dem elterlichen Gut gewährt und etwas Geld vererbt.
Wenig später zog John nach London, wo er möglicherweise kurze Zeit als Schneider arbeitete, ehe er die Gelegenheit wahrnahm, sich dem Kriegsheer Eduards III. anzuschließen. Da Hawkwood später seinen Aufstieg vom einfachen Schneidergesellen zum erfolgreichen Söldnerführer stolz und oft propagierte, war er eventuell auch das historische Vorbild für das „Tapfere Schneiderlein“. Sehr wahrscheinlich ist, dass er als Bogenschütze unter dem Kommando von John de Vere und William de Bohun am Hundertjährigen Krieg zwischen England und Frankreich teilnahm und auch in den Schlachten bei Crécy (1346) und Maupertuis (1356) kämpfte. Unsicher ist, ob der im Krieg abgehärtete Soldat seinen Ritterschlag von Eduard III. oder Edward, dem „Schwarzen Prinzen“ erhielt oder ob er sich mit der Unterstützung seiner Truppen selbst zum Ritter ernannte. Mit dem 1360 geschlossenen Frieden von Brétigny endete der erste Abschnitt des Hundertjährigen Krieges und der englische König entband den Großteil seiner Truppen aus ihren militärischen Verpflichtungen.

### 1360 bis 1377
John Hawkwood, dessen Leben und Werdegang seit 1360 dokumentiert ist, trat in diesem Jahr an die Spitze der „Weißen Kompanie“, einer aus 3500 Reitern und 2000 englischen und bretonischen Bogenschützen bestehenden Spezialeinheit. Ihren Namen erhielt die Kompanie durch ihre weißen Banner, die weißen Waffenröcke und die hoch polierten, den Gegner blendenden Brustpanzer. Erstmals setzte Hawkwood seine Söldner in Burgund ein, ehe sie 1361 im Heer der „Großen Kompanie“ (siehe auch: Grandes Compagnies) das päpstliche Avignon belagerten. Allerdings wurde die Belagerung nach der Zahlung einer beträchtlichen Geldsumme beendet und die „Weiße Kompanie“ rückte geordnet ab.
Nachdem die Söldner wenig später in der Lombardei aufgetaucht waren, verbreiteten sie durch ihre Grausamkeit Schrecken und Entsetzen. In den folgenden dreißig Jahren galten die englischen Söldner in Italien als „heimtückisch und überaus böse“, auf John Hawkwood selbst bezog sich die aus einer Mischung aus Furcht und Respekt bestehende Einschätzung: „Ein italienisierter Engländer ist der Fleisch gewordene Teufel.“ Der englische Condottiere, den die Italiener bald nur noch Giovanni Acuto, von l’Acuto (der Leidenschaftliche), nannten, konnte bereits in den 1360er-Jahren den höchsten Sold für seine Dienste fordern und stellte stets den zahlungskräftigsten Fürsten und Städten seine Kompanie zur Verfügung. Wurde die vereinbarte Summe nicht oder nur teilweise bezahlt, zwang er seine Auftraggeber durch Plünderungen, ihren Zahlungsverpflichtungen nachzukommen. Seine englischen Bogenschützen galten in den kommenden dreißig Jahren als unüberwindliche Spezialisten, die sechs Pfeile pro Minute mit ihren Langbögen abschossen, die problemlos die Panzerhemden ihrer Gegner durchbohrten. Einige seiner Meisterschützen brachten es sogar auf 20 Schuss pro Minute. Die robusten Engländer erwiesen sich als tapfer, schnell und wetterfest, bald wurden sie nur noch „die Löwen“ genannt.
1362/63 standen Hawkwoods Söldner im Dienste Giovannis II. (* 1321), des von 1338 bis 1372 herrschenden Markgrafen von Montferrat, der Krieg gegen die Visconti, die Herrscher von Mailand, führte. 1363/64 kämpfte Hawkwood im Range eines Generalkapitäns für Pisa gegen Florenz, das Pandolfo II. Malatesta (1325–1373) als Condottiere verpflichtet hatte, der jedoch nach einem gescheiterten Versuch, die Herrschaft über Florenz zu erringen, durch seinen Onkel Galeotto I. Malatesta (1299–1385), den Herrn von Rimini, ersetzt wurde. Ihm unterlag im Juli 1364 die „Weiße Kompanie“ bei Cascina zum ersten Mal in Italien.
1367 begleitete John Hawkwood den Stadtherren von Pisa, Giovanni Agnello, beim Empfang von Urban V., der per Schiff von Marseille kommend in Livorno an Land ging und von dort aus nach Rom zog. 1368 stand die „Weiße Kompanie“ in Diensten Bernabò Viscontis, der die Söldner zur Abwehr der in die Lombardei einrückenden florentinischen Truppen benötigte und sie Anfang des folgenden Jahres gegen den Papst schickte. Anfang 1368 heiratete Bernabòs Nichte Violante († 1382) Lionel von Antwerpen, den zweitältesten Sohn des englischen Königs Eduard III. Dass John Hawkwood an der Hochzeit teilnahm, zeigte die gesellschaftliche Anerkennung und Bedeutung dieses inzwischen mächtigen Condottiere.
1369 kämpfte er für Perugia gegen Papst Urban V., von 1370 bis 1372 erneut für die Visconti aus Mailand gegen Pisa, Florenz und den Markgrafen von Montferrat, ehe er Anfang 1373 in die Dienste Gregors XI. trat, um in dessen Auftrag die Mailänder Herrscher anzugreifen. Die englischen Söldner besiegten in der Schlacht von Montichiari als Verbündete des päpstlichen Feldherren Enguerrand VII. de Coucy – eines Schwiegersohns des englischen Königs Eduard III. – die Truppen Gian Galeazzo Viscontis.
Ebenfalls im Auftrag des Papstes nahm Hawkwood die unbotmäßige Stadt Faenza in der Romagna ein, bei der 11.000 männliche Einwohner vertrieben wurden und die verbliebenen Frauen und Mädchen von den Söldnern vergewaltigt wurden. Sein grausames Vorgehen veranlassten Katharina von Siena folgenden Brief an John Hawkwood zu schreiben: „Im Namen Jesu Christi bitte ich Euch inständig, da Gott und unser Heiligster Vater befohlen hat, gegen die Ungläubigen zu ziehen, und Ihr so großen Gefallen daran findet, Krieg zu führen und zu streiten, so bekämpfet nicht länger Christen, was eine große Grausamkeit und eine Sünde gegen Gott ist, der nicht will, dass Glieder, die er in dem Körper der Heiligen Kirche verbunden hat, sich zerfleischen, sondern geht dahin, wo die Feinde Gottes sind.“ Zwar gelobte der gerügte Condottiere der 1461 heiliggesprochenen Mystikerin öffentlich Besserung, tatsächlich aber änderte er sein Handeln nicht.
Stattdessen freute er sich über die zwei vom Papst erhaltenen Güter Bagnacavallo und Cotignola in der Romagna, die er um 1380 für 60.000 Gulden verkaufte. 1375 beauftragte ihn Gregor XI., Florenz anzugreifen. Die wegen ihrer verwüsteten Weizenfelder von einer Hungersnot bedrohten Florentiner bestachen jedoch den Condottiere mit 130.000 Goldgulden, damit er nicht gegen ihre Stadt vorging. Ähnliche Vereinbarungen schloss er mit den Städten Siena, Arezzo, Pisa und Lucca, wobei er weitere 95.000 Goldgulden erhielt.

### 1377 bis 1394
Ein besonders düsteres Kapitel in Hawkwoods Laufbahn war die blutige Eroberung der widerspenstigen Stadt Cesena im Februar 1377 im Auftrag Gregors XI. und unter Befehl des Kardinals Robert von Genf (Gegenpapst Clemens VII.). Obwohl es Hawkwood gelang, 1.000 Frauen und Mädchen nach Rimini in Sicherheit zu bringen, fielen zwischen 4.000 und 5.000 Menschen der vom Kardinal aufgehetzten Soldateska zum Opfer. Ebenso wurden unzählige Kunstschätze zerstört. Diese grausame Blutorgie erregte auch im 14. Jahrhundert die Öffentlichkeit, an Robert von Genf blieb zeitlebens der Ruf eines Massenmörders haften.
Eine Legende ist sicherlich, dass John Hawkwood nach dem Massaker von Cesena eine Nonne in zwei Stücke gehauen haben soll, um die sich zwei seiner Soldaten stritten und denen er je eine Hälfte der Toten übergeben ließ. Vordergründig ging es Hawkwood jedoch nicht um das Töten von Menschen, das Zerstören von Städten oder das Verwüsten von Landschaften, ihn interessierte nur der Sold. „Daher bitte ich Euch, Messer Giovanni Condotierre, süß, da Ihr Euer Entzücken an Krieg und Kampf findet, führt keinen Krieg mehr gegen Christen, denn das beleidigt Gott. Zieht gegen die Türken, damit ihr nicht länger ein Knecht und Soldat des Teufels, sondern ein männlicher und wahrer Ritter werdet“, schrieb ihm erneut die infolge des Massakers von Cesena aufgebrachte Katharina von Siena.
Nach Cesena trat Hawkwood in die Dienste Bernabò Viscontis, der ihm 250.000 Gulden Jahreseinkommen gewährte und dessen uneheliche Tochter Donnina er heiraten durfte. Bernabò Visconti hatte insgesamt fünf seiner unehelichen Töchter an führende Condottieri vermählt. Streitigkeiten und Verrat führten aber bald zum Bruch zwischen dem Mailänder Herrscher und seinem Condottiere, der noch im Jahr 1377 einen Vertrag mit dem neuen florentinischen Gonfalonier Salvestro de’ Medici abschloss und seinen neuen Wohnsitz in San Donata nahe Florenz nahm. Seine neuen Dienstherren ernannten ihn zum Capitano del popolo, wobei ihm ein jährlicher Sold von 130.000 Golddukaten zugestanden wurde.
In florentinischen Diensten kämpfte er zuerst an der Seite Mailands gegen den Papst und in den Jahren 1378 und 1379 an der Spitze einer Anti-Mailänder Allianz gegen die Visconti. 1381 weilte John Hawkwood als Gesandter des englischen Königs Richard II. in Rom. Im florentinischen Auftrag unterstützte er 1382/83 den neapolitanischen König Karl III. von Durazzo gegen Ludwig von Anjou. 1387 wurde Hawkwood erneut ausgeliehen, diesmal zog er für Francesco Carrara († 1393), bis 1388 Herrscher von Padua gegen Antonio della Scala (1362–1388), dem Herren von Verona in den Krieg. Dabei gelang es ihm den gegnerischen Condottiere Giovanni Ordelaffi (1355–1399) in der Schlacht bei Castagnaro am Westufer der Etsch zu besiegen und 4.600 Ritter sowie 800 Soldaten gefangen zu nehmen.
1391 begann John Hawkwood, gemeinsam mit dem von Florenz engagierten Franzosen Jean III. d’Armagnac, dem älteren Bruder von Bernard VII. d’Armagnac, dem späteren Connétable von Frankreich, seinen letzten Feldzug gegen Mailand. Allerdings rückte der Leichtsinn Jeans III. einen Sieg des gegnerischen Feldherren Jacopo dal Varme (1350–1409) in greifbare Nähe. Hawkwood schaffte es jedoch mit seinen Truppen, den Mailändern zu entweichen, sodass Anfang 1392 ein für Florenz akzeptabler Friedensvertrag unterzeichnet werden konnte.
Ihren über siebzigjährigen Feldherren belohnten die dankbaren Florentiner mit dem Bürgerrecht ihrer Stadt. Seinem Sohn und ihm wurden außerdem lebenslange Steuerfreiheit zugesichert, seinen zwei Töchtern je 2.000 Gulden Aussteuer gewährt und seine Frau bekam 9.000 Gulden Witwenpension zugestanden. Zu dieser Zeit besaß Hawkwood schon ausgedehnte Ländereien in der Romagna und in der Toskana, ebenso war er Eigentümer eines Schlosses in Montecchio Vesponi. Obwohl von seinen florentinischen Mitbürgern hoch geachtet, plante Hawkwood seine Rückkehr nach England, er starb allerdings während der Vorbereitungen am 16. März 1394 in Florenz. Die Stadt bezahlte ein Fresko im Florentiner Dom Santa Maria del Fiore, wo er im linken Seitenschiff ein prächtiges Grab erhielt. Paolo Uccello (1397–1475) schuf später ein Reiterstandbild mit der Aufschrift „johannes acutus, eques Britannicus“. Der englische König Richard II. ließ 1397 Hawkwoods Gebeine nach Essex überführen.
John Hawkwood war zweimal verheiratet. Aus seiner ersten – noch in England geschlossenen – Ehe stammen zwei Söhne und drei Töchter, von denen eine die Vorfahrin des Dichters Percy B. Shelley (1792–1822) war. Aus der zweiten Ehe mit Donnina Visconti entstammen zwei Töchter und ein Sohn. Die ältere Tochter heiratete den Podesta von Ferrara, die jüngere den deutschen Condottiere Conrad Prospergh. Der Sohn John zog 1397 als erfolgreicher Geschäftsmann nach England.